# Jan Lecjaks
Jan Lecjaks (Pilsen, 9 de agosto de 1990) es un futbolista checo que juega como defensa en el PO Ormidias de Chipre.

## Carrera
En la temporada 2007-08 debutó como profesional para el Viktoria Plzeň el 11 de noviembre de 2007, en un partido de liga contra el Mladá Boleslav. Ganó la Copa de la República Checa en 2010. El 10 de junio de 2010 fue cedido al Anderlecht por una temporada. En julio de 2011 fichó por el equipo suizo Young Boys. En abril de 2013 firmó un contrato de préstamo con el Vålerenga Fotball.

## Clubes
| Club                          | País            | Año       |
| ----------------------------- | --------------- | --------- |
| Viktoria Plzeň                | República Checa | 2007-2011 |
| R. S. C. Anderlecht (cedido)  | Bélgica         | 2010-2011 |
| B. S. C. Young Boys           | Suiza           | 2011-2017 |
| Vålerenga Fotball (cedido)    | Noruega         | 2013      |
| G. N. K. Dinamo Zagreb        | Croacia         | 2017-2019 |
| NK Lokomotiva Zagreb (cedido) | Croacia         | 2018-2019 |
| A. C. Omonia Nicosia          | Chipre          | 2019-2024 |
| Nea Salamina Famagusta        | Chipre          | 2024-2025 |
| PO Ormidias                   | Chipre          | 2025-     |

## Palmarés

### Títulos nacionales
| Título                     | Club                 | País            | Año  |
| -------------------------- | -------------------- | --------------- | ---- |
| Copa de la República Checa | Viktoria Plzeň       | República Checa | 2010 |
| Primera División de Chipre | A. C. Omonia Nicosia | Chipre          | 2021 |
| Supercopa de Chipre        | A. C. Omonia Nicosia | Chipre          | 2021 |
| Copa de Chipre             | A. C. Omonia Nicosia | Chipre          | 2022 |
| Copa de Chipre             | A. C. Omonia Nicosia | Chipre          | 2023 |